# Johann Friedrich Dexheimer
Johann Friedrich Dexheimer (* 12. November 1922 in Oberwiesen; † 4. Januar 2013) war Gastwirt und Heimatdichter. Er lebte im nordpfälzischen Oberwiesen (Donnersbergkreis).

## Leben
Dexheimer wurde in Oberwiesen als Sohn eines Land- und Gastwirtes geboren und wuchs dort mit zwei Schwestern auf. Im Zweiten Weltkrieg diente er als Soldat. Nach seiner Rückkehr aus sowjetischer Kriegsgefangenschaft übernahm er den elterlichen Betrieb, heiratete und wurde Vater von fünf Kindern. Während der Betrieb des Landgasthofs die Haupteinnahmequelle der Familie war, wurde zusätzlich noch Land- und Viehwirtschaft, sowie ein Getränkevertrieb betrieben. Im Gemeinderat von Oberwiesen war Dexheimer 14 Jahre Ratsmitglied.
Im Alter von 70 Jahren begann Dexheimer, sich mit dem Computer zu beschäftigen und schrieb Mundartgedichte.
Nach einem schweren Unfall seiner Frau im Januar 2001 gab Dexheimer den Gasthof auf. Er pflege seine Frau bis zu ihrem Tod und weitete seine schriftstellerische Betätigung aus. Er übertrug seine Mundartgedichte ins Hochdeutsche und schrieb eine Autobiographie.

## Ehrungen
Dexheimer ist Ehrenbürger seiner Heimatgemeinde Oberwiesen.

## Werke
- Heimwehmelodie. Erlebnisse und Gedichte eines jungen Deutschen aus Kinderzeit, Krieg und russischer Gefangenschaft, Eigenverlag, 2003, DNB 967804493
- Wir gratulieren und applaudieren. Glückwunschverse und Gedichte zu allerlei Anlässen, Eigenverlag, 2003, DNB 967875277
- Sehnsucht nach der Heimat – Die geraubte Jugend. Erlebnisbericht, Persimplex Verlag, 2008, DNB 988818248
- Elena. Roman, Persimplex Verlag, 2009, DNB 997987685
- Für alle brennt ein Kerzlein hell. Advents- und Weihnachtsgeschichte sowie Erzählungen (mit Illustrationen von Astrid Gavini), Persimplex Verlag, 2009, DNB 997987693

In Pfälzer Mundart
- Mei schee Kummsche. Heitere und besinnliche Gedichte in Pfälzer Mundart, Eigenverlag, 1996 DNB 996384510
- De Deitsch Michel. Heitere und besinnliche Mundartgedichte, Eigenverlag, 2000, DNB 965863581
- Dehaam ess Dehaam. Heitere und besinnliche Mundartgedichte fer Pälzer un Rhaihesse, Eigenverlag, 2002, DNB 965259153